# Groupement des cartes bancaires
Ne doit pas être confondu avec Groupe Carte Bleue.
 (octobre 2024).
Dans le domaine de la monétique, le Groupement des cartes bancaires est un groupement d'intérêt économique privé qui réunit la plupart des établissements financiers français dans le but d'assurer l'interbancarité des cartes de paiement.
Il ne doit pas être confondu avec le Groupe Carte Bleue, qui, jusqu'à sa revente en 2010, a géré la marque Carte Bleue et le lien avec la société Visa.
C'est le Premier ministre, Pierre Bérégovoy, à l'époque ministre de l'Économie, des Finances et de l'Industrie, qui milite, en 1984, pour la création d'un tel groupement.
Le groupement est créé en janvier 1985 à la suite de la décision prise en juillet 1984 par le ministère des Finances de procéder à l'interbancarité en France des cartes de paiement émises par les deux principaux réseaux : le réseau dit des banques bleues, mis au point en 1967 et qui regroupait le Crédit du Nord, le Crédit commercial de France, la BNP, la Société générale et Le Crédit Lyonnais, ainsi que le Crédit industriel et commercial et le réseau composé du Crédit agricole et du Crédit Mutuel qui composaient le réseau dit des banques vertes.
En 2003, le groupement CB adopte la nouvelle norme de sécurité internationale Europay Mastercard Visa (dit standard EMV).
Au conseil de direction, sont représentées les principales banques françaises, dites membres principaux : Société Générale, Banques populaires, BNP Paribas, Groupe Caisse d'épargne, Crédit Mutuel CIC, Crédit agricole, LCL, HSBC France, La Banque postale, Banque Accord (Groupe Auchan), Carrefour Banque.

## Réseau CB
La France dispose, depuis janvier 1985, de son propre réseau d'interbancarité CB, distinct des réseaux mondiaux Visa et Mastercard. Autrefois, le réseau CB permettait d'interfacer directement les réseaux Visa et Mastercard, mais aujourd'hui, chaque banque a sa propre interface vers les réseaux de son choix.

### Cartes bancaires françaises CB
La quasi-totalité des cartes de crédit/débit émises par les banques françaises portent le logo CB, car elles sont émises par un établissement membre du Groupement des cartes bancaires CB. Souvent, on trouve un logo complémentaire relatif à un autre réseau de cartes pour l'utilisation à l'étranger (Visa, Mastercard).
Toutes les transactions effectuées en France au moyen de ces cartes sont collectées par les serveurs gestionnaires des transactions (généralement ceux de la banque du commerçant). Puis la transaction est envoyée vers la banque du porteur de carte via le réseau CB sauf si le commerçant (et en dernier ressort le porteur) a fait le choix d'utiliser l'autre réseau disponible sur la carte.

### Cartes bancaires non CB en France
Les cartes bancaires françaises ou étrangères n'ayant pas le logo CB ne peuvent pas utiliser le réseau CB.
Ces cartes peuvent être acceptées chez les commerçants acceptant la carte bancaire CB, mais uniquement si le commerçant a souscrit auprès de sa banque ou de l'organisme concerné un contrat d'acception pour ce réseau et si le logiciel est installé sur son système d'acceptation (les logiciels CB traitent les cartes liées au réseau Visa et MasterCard, mais pas encore les autres réseaux). Dans ce cas, le commerçant affiche l'ensemble des logos des marques et réseaux de cartes qu'il a choisi d'accepter.
Actuellement, la plupart des grandes banques permettent un interfaçage ou ont un partenariat avec :
- les réseaux de cartes privatives françaises : Cofinoga, Aurore, etc.
- les réseaux de cartes étrangères : Visa, Mastercard, UnionPay, JCB, American Express, Discover, Diners Club international.

Dans ce cas, les transactions, après avoir été collectées et traitées par les serveurs gestionnaires des transactions (généralement ceux de la banque du commerçant), sont acheminées vers les réseaux des organismes concernés. Suivant le réseau, la transaction est ensuite soit directement débitée sur le compte du porteur, soit ré-acheminée vers l'établissement bancaire du porteur de la carte. Sauf cas particulier (accords de routage), le réseau d'interbancarité CB n'est pas utilisé, seuls les logiciels ou les lignes de communication vers les gestionnaires de transactions utilisent des protocoles CB capables ou modifiés ou complétés pour traiter d'autres réseaux en plus de Visa et MasterCard.
Par ailleurs, il est à noter que pour les cartes affiliées à certains réseaux, la transaction est traitée directement par le système du commerçant, qui va gérer lui-même le débit du compte du porteur et le crédit du compte commerçant.

### Carte CB à l'étranger
Pour fonctionner à l'étranger, la carte bancaire CB doit être en version internationale et être associée à un autre réseau, soit Visa ou MasterCard, car à ce jour, seuls quelques commerçants étrangers frontaliers acceptent les cartes CB dites "bleues nationales".
La carte ne pourra être utilisée que chez un commerçant ou un distributeur de billets qui accepte le réseau affiché sur la carte. Ainsi, les cartes avec le logo MasterCard ne peuvent être acceptées que si le commerçant a souscrit au réseau MasterCard.
Dans ce cas, les transactions, après avoir été collectées et traitées par les serveurs gestionnaires des transactions, sont acheminées vers les réseaux des organismes concernés avant d'être ré-acheminées vers l'établissement bancaire français du porteur de la carte, via l'interface du réseau concerné (Visa, MasterCard, etc.) ; en effet, l'interface du réseau CB (carte bleue, valable sur le territoire français) n'est pas opérant pour les transactions de type Visa ou Mastercard, effectuées dans un pays étranger.

## Identité graphique
Le logo de CB a initialement été conçu en 1967 par l'artiste Jean-Marie Chourgnoz, pour le compte de Carte bleue.
En 1984, le Groupement des cartes bancaires est créé. Le logo CB, déjà largement connu, car présent sur la majorité des cartes bancaires (Carte bleue étant en 1984 le réseau le plus populaire) est alors réutilisé sous licence. Le logo est alors légèrement retouché pour y apposer un dégradé bleu à vert. Ce dégradé représenté l'interbancaire entre les deux réseaux de cartes bancaires les plus populaires lors de cette fusion : la Carte bleue et la Carte verte (proposée alors par le Crédit agricole).
En 2015, le logo est modernisé avec un dégradé plus clair.

En 2024, le logo est retouché. Le dégradé change de couleurs et représente désormais celles du drapeau national, tandis que les lettres sont légèrement retouchées pour être mieux visibles de loin.

Logo du GIE Carte Bleue à compter de 1967.
Logo de 1984 à 2015.
Logo de 2015 à 2023.
Logo à compter de 2024.